# Œufs de saumon
Pour les articles homonymes, voir Œuf et Saumon (homonymie).
« Caviar rouge » redirige ici. Pour le film franco-suisse, voir Le Caviar rouge.
Les œufs de saumon ou œufs de truite ou caviar rouge (dans certains pays) sont un aliment gastronomique à base d'œufs de poisson Salmonidés tels que saumons du Pacifique, d'Atlantique, de rivière, ou truite, variantes à moindre cout du caviar d'esturgeon. 

## Histoire
Les œufs du saumon (ou de truite) sont préparés à partir de rogue en saumure faiblement salée. De couleur saumon translucide, ils éclatent délicatement sous le palais pour procurer une sensation de fraîcheur et des saveurs iodées intenses. 

Quelques exemples
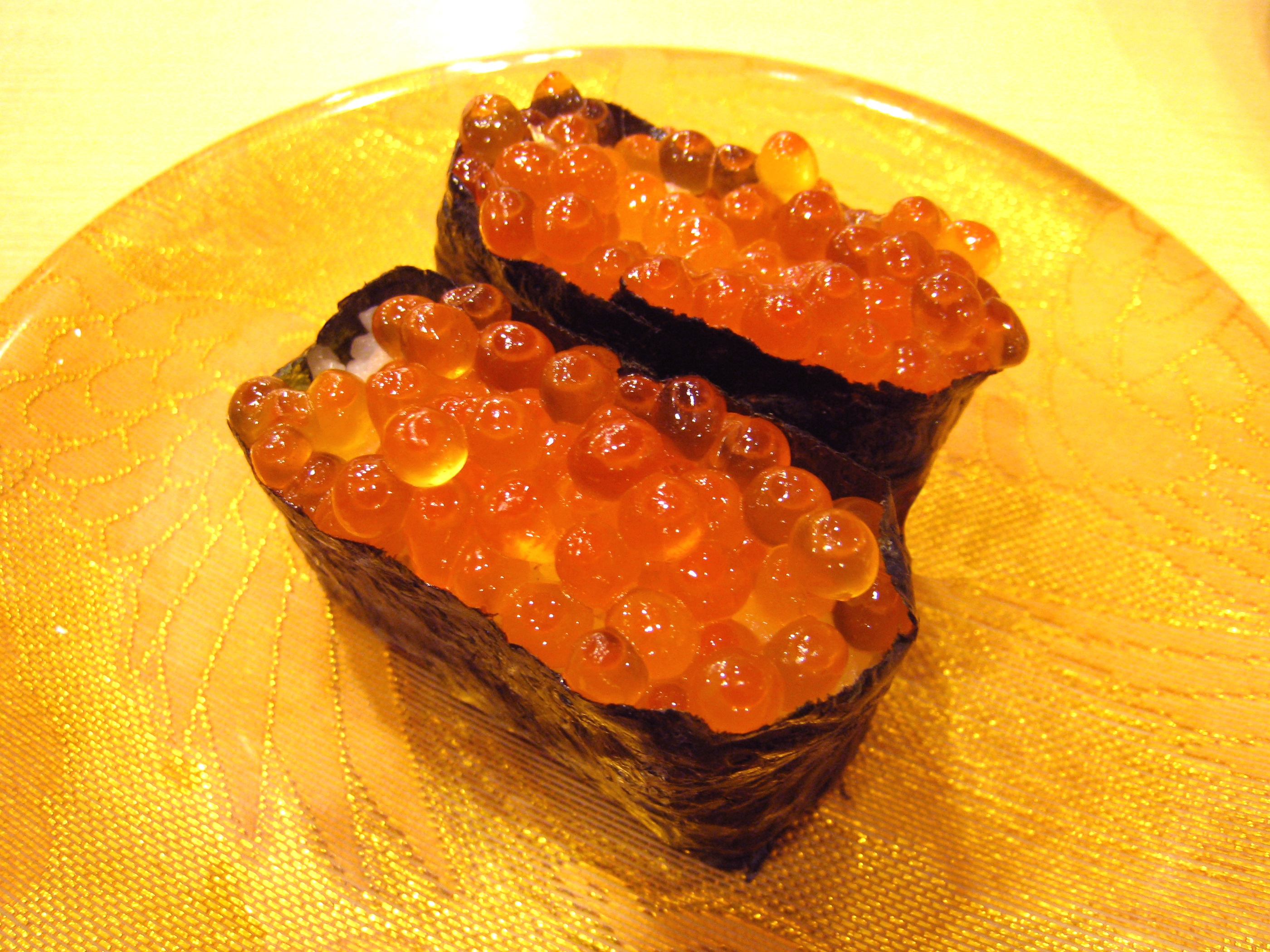
Sushi gunkan-maki ikura
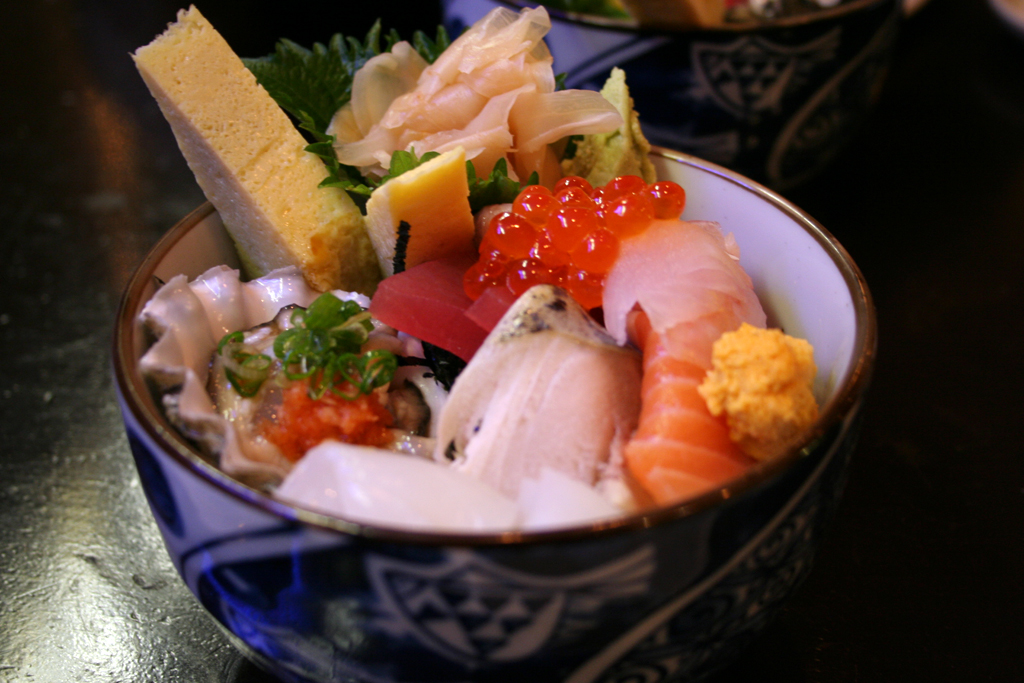
chirashi
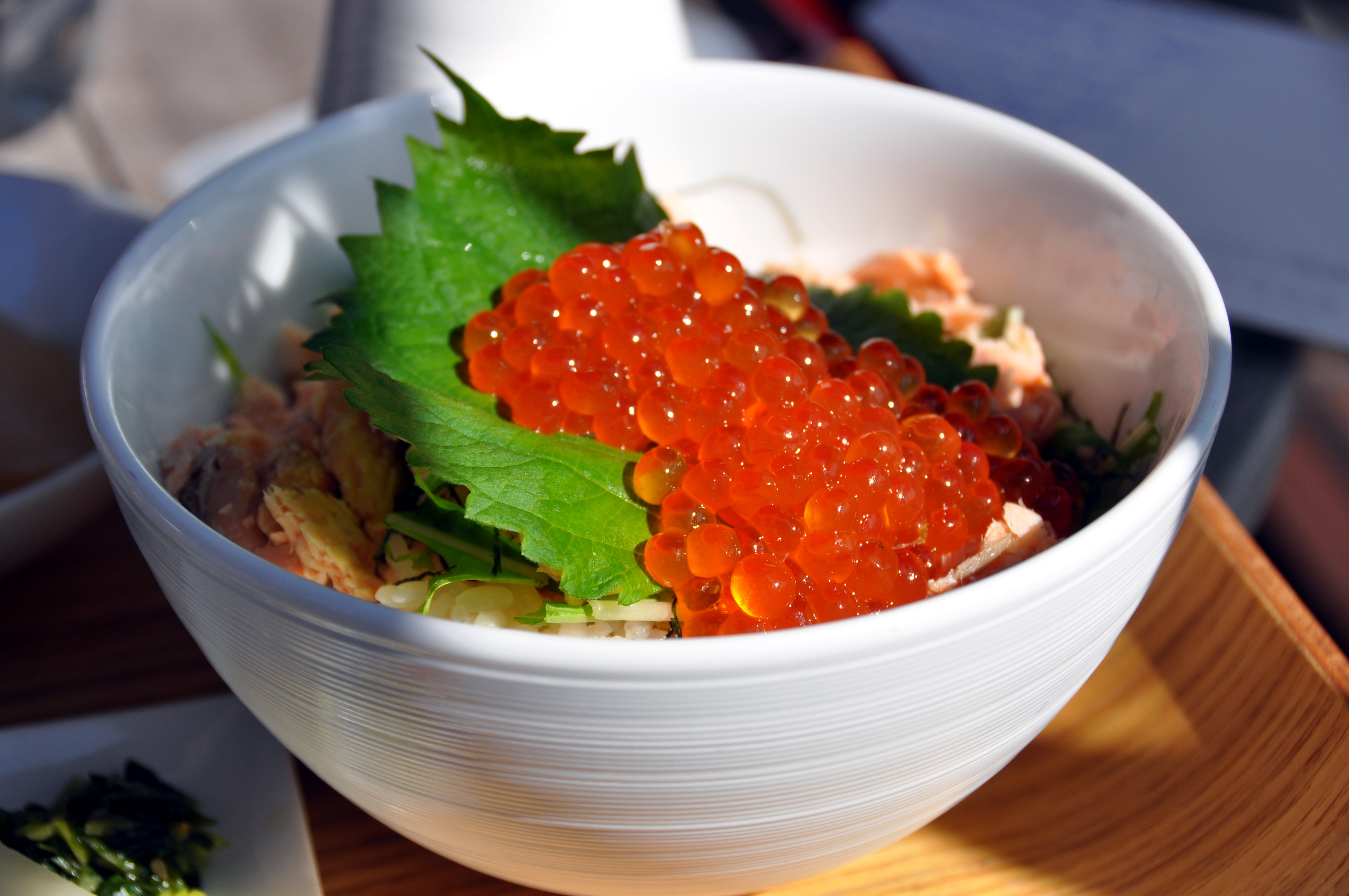
avec du riz au saumon

Bien que plus abordable que le caviar d'esturgeon, le prix de certaines variétés d'œufs de saumon peut être élevé, en particulier au moment des fêtes de fin d'année,. 

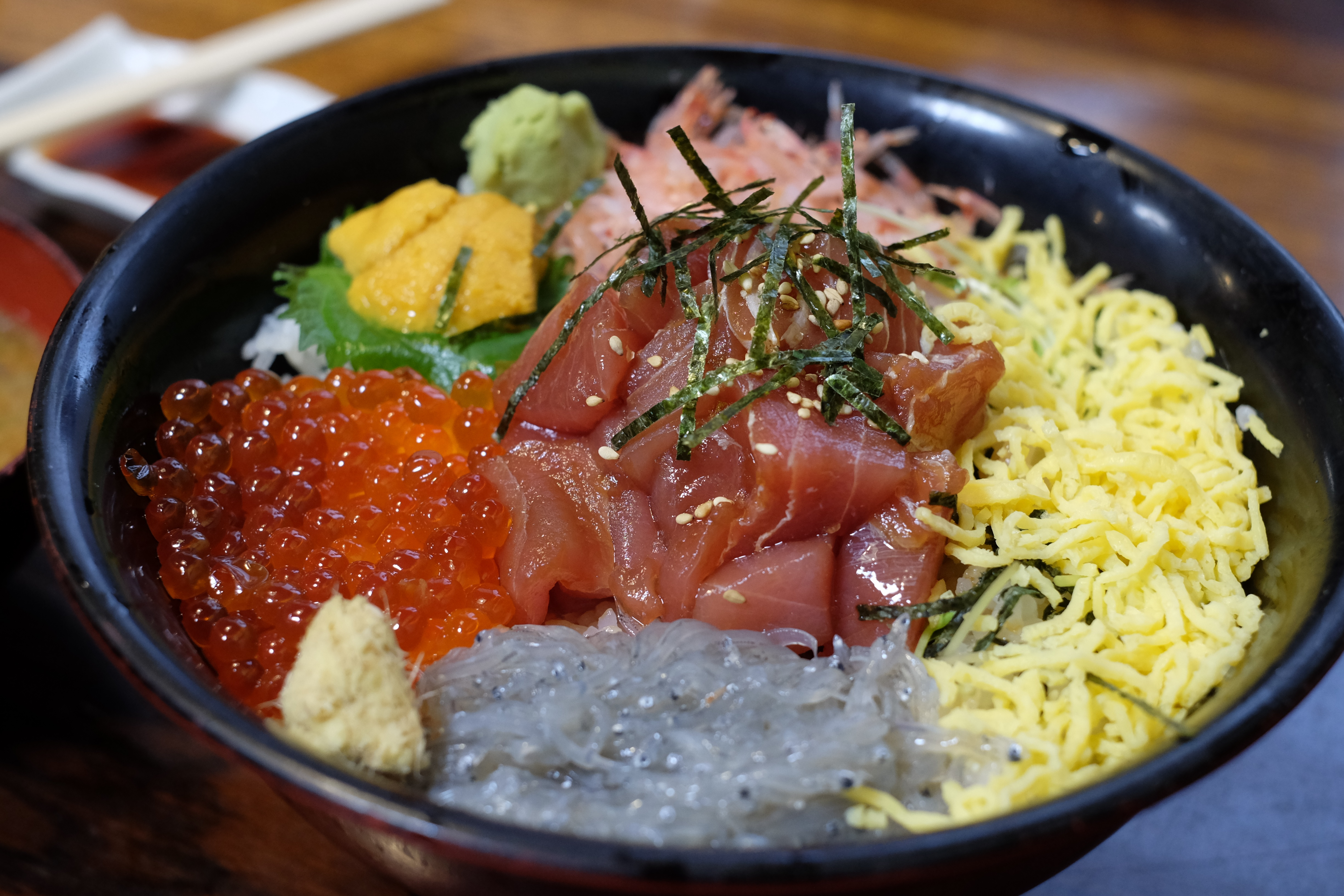
Donburi
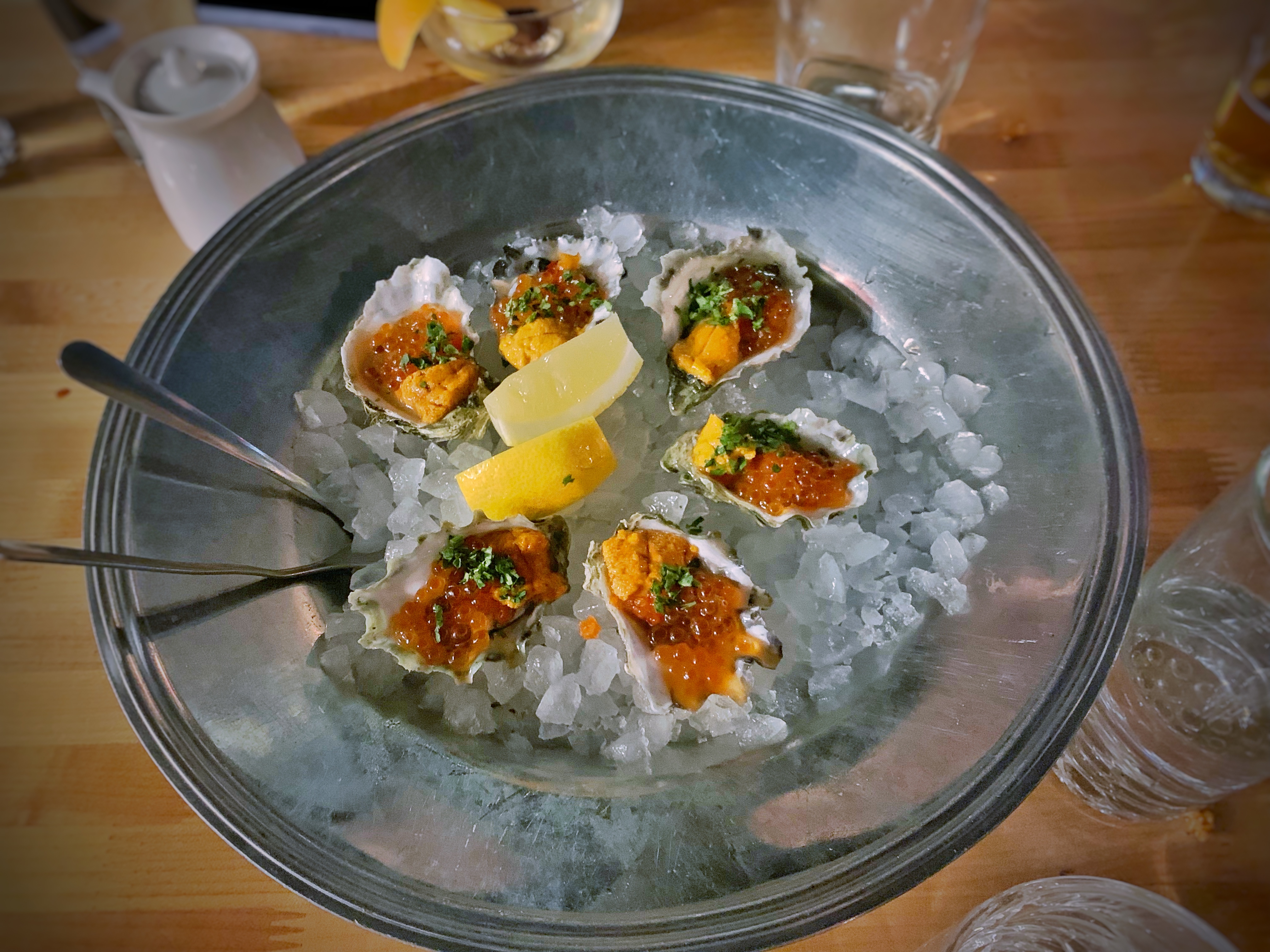
avec des huîtres
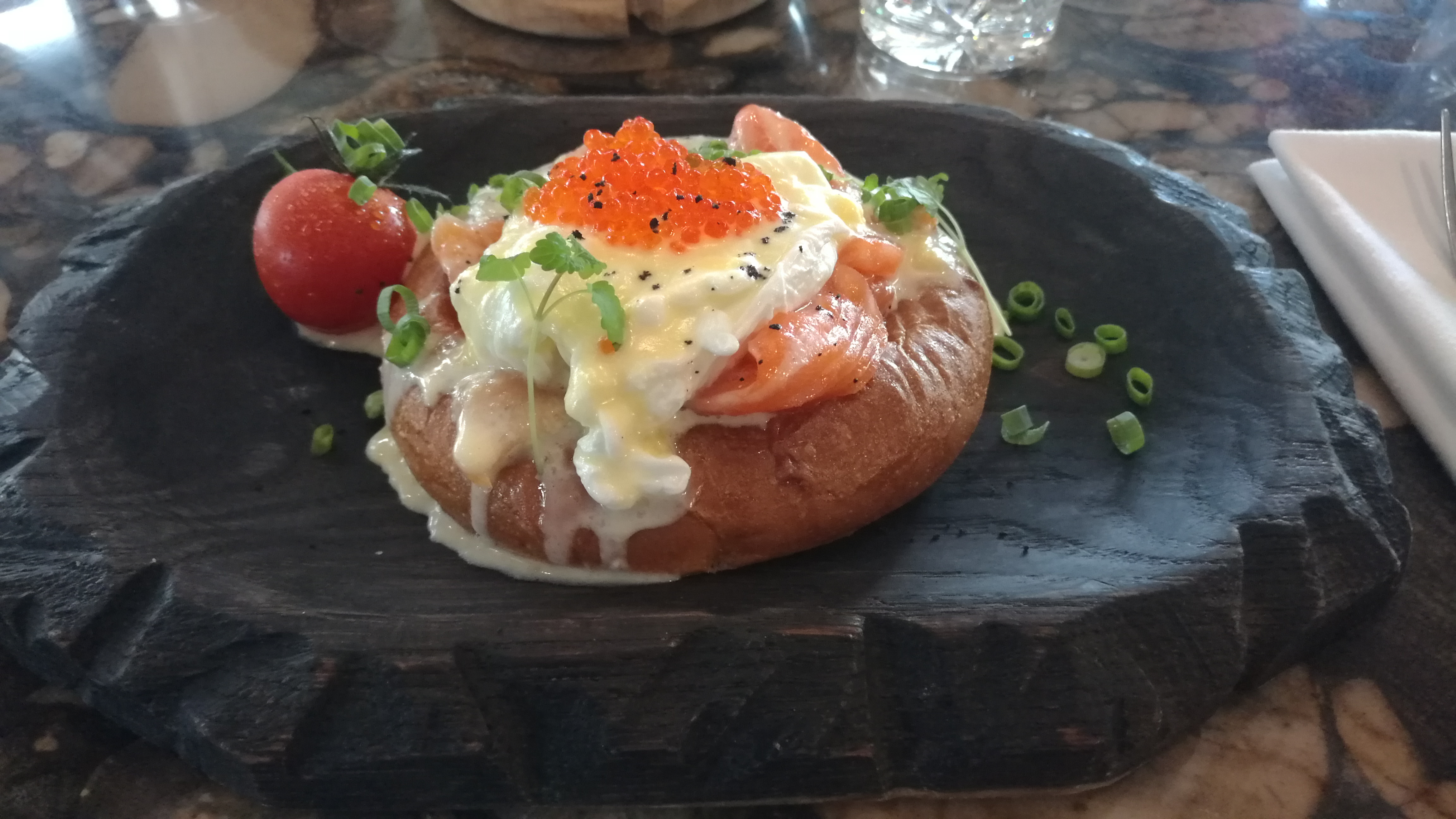
avec du saumon et de la crème

Ils sont avec le caviar un des emblèmes de la cuisine russe, et sont un des éléments d'art culinaire possibles entre autres des sushi, donburi, ou chirashi, de la cuisine japonaise. À l'image du caviar d'esturgeon et des œufs de lump, de truite ou de hareng, ils sont généralement servis sur des blinis ou du pain grillé, en verrine, sur canapé, parfois accompagnés de crème fraîche, ou comme décoration de plats divers de repas gastronomiques de fête, apportant à la fois une touche culinaire de couleur et de saveur. 

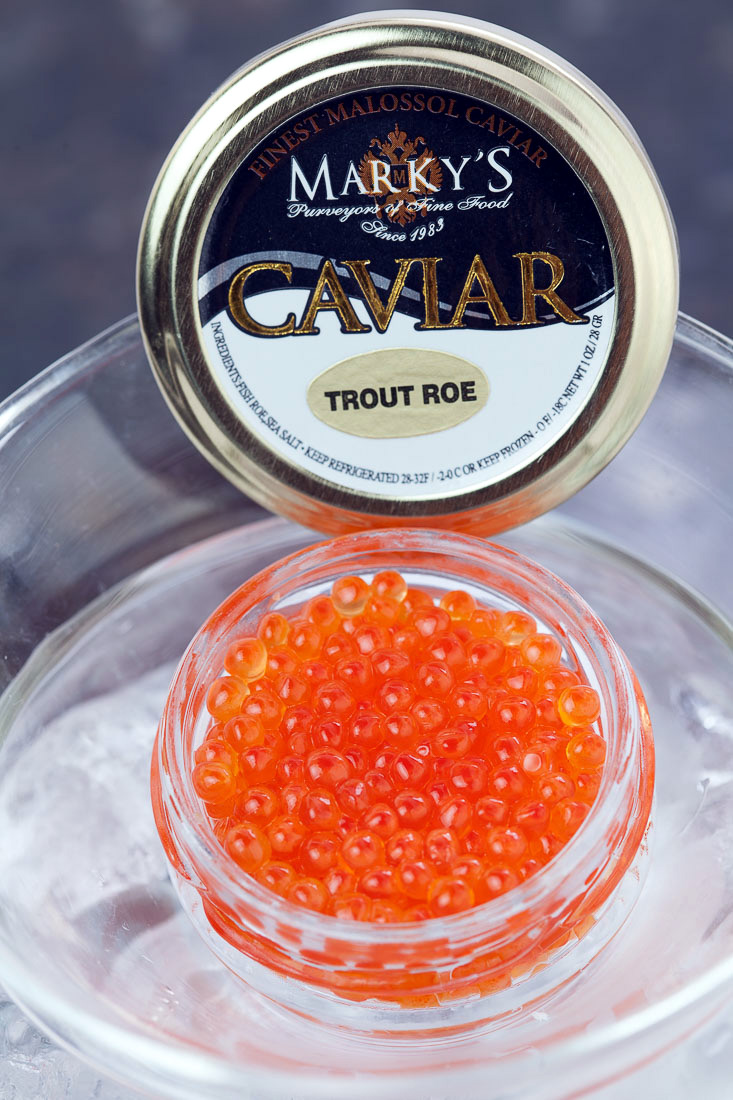
Caviar rouge de truite russe.

## Grains
Les plus gros grains sont produits par le saumon royal, et les plus fins par les saumons atlantiques. Il peut être confondu avec des œufs de lump rouges, ou tobiko rouge.

## Appellation caviar
- France : l'appellation caviar n'est plus autorisée en France, et considérée comme abusive[7] ; le terme « caviar » y est par la législation actuelle réservé aux seuls œufs non fécondés, traités, de certaines espèces d'acipensériformes dont la liste est définie par un arrêté ministériel[8]. Elle ne peut donc désigner des produits issus d'autres poissons, tels les salmoniformes.
- Alaska : nommé « caviar de saumon » ou « œufs de saumon ».
- Russie : nommé ikra, ou caviar rouge.
- Japon : nommé ikura.